# 1 Step Forward, 3 Steps Back
"1 Step Forward, 3 Steps Back" (estilizado em letras minúsculas) é uma canção gravada pela cantora estadunidense Olivia Rodrigo, presente em seu primeiro álbum de estúdio, Sour (2021), lançado pela Geffen Records. A música contém uma interpolação da canção "New Year's Day", de Taylor Swift, com isso, ela e o produtor Jack Antonoff são creditados como compositores, enquanto Dan Nigro ficou encarregado da produção.

## Antecedentes e composição
"1 Step Forward, 3 Steps Back" é uma das onze músicas do álbum de estreia de Rodrigo, sendo a quarta faixa do disco. A música apresenta uma interpolação de "New Year's Day", canção de Taylor Swift e presente em seu sexto álbum de estúdio Reputation (2017), fazendo ela e o produtor e compositor Jack Antonoff serem creditados como compositores ao lado de Rodrigo. O título da faixa vem da frase "um passo para a frente, dois passos para trás", porém Rodrigo alterou para "um passo para frente, três passos para trás", fazendo referência ao número da "sorte" de Swift, 13, na qual Rodrigo já declarou em entrevistas que é sua grande fã e principal inspiração em suas composições.
A faixa possui elementos do R&B, sendo uma balada de andamento calmo com sons de pássaros ao fundo, que aborda o impacto da comunicação inconsistente e doentia em um relacionamento, como nas linhas "Liguei para o seu telefone hoje / Só para te perguntar como você estava / Tudo que eu fiz foi falar normalmente / De alguma forma, eu ainda consegui te irritar", "Porque é sempre um passo para frente e três passos para trás / Eu sou o amor da sua vida até te deixar com raiva" e "Você me deixou fodida da cabeça, garoto / Nunca duvidei tanto de mim".

## Faixas e formatos
| Download digital e streaming |                                |         |  |
| N.º                          | Título                         | Duração |  |
| 1.                           | "1 Step Forward, 3 Steps Back" | 2:43    |  |